# Ngunda Mbuli
Ngunda Mbuli (Kinshasa, 18 dicembre 1967) è un'ex cestista della Repubblica Democratica del Congo.

## Carriera
Con la RD del Congo ha disputato i Campionati mondiali del 1998.